# Кушнір Олег Сергійович
Оле́г Сергі́йович Кушні́р (27 серпня 1967 — 7 листопада 2018) — полковник медичної служби Збройних сил України, учасник російсько-української війни.

## Життєпис
Народився 1967 року в місті Одеса. Трудову діяльність почав у березні 1986 року — на посаді фельдшера виїзної бригади швидкої медичної допомоги, 1-ша підстанція лікарні швидкої медичної допомоги міста Одеса.
До лав ЗС СРСР призваний у травні 1986-го, службу проходив в Південній групі військ — на посаді фельдшера. 1987 року вступив до Військової медичної академії ім. Кірова, яку закінчив 1993-го. Проходив військову службу на різних посадах: від лікаря медичного пункту до начальника клініки анестезіології, реанімації, інтенсивної терапії та детоксикації Військово-медичного клінічного центру.
Учасник бойових дій, полковник медичної служби, начальник Клініки невідкладної медичної допомоги, інтенсивної терапії, анестезіології, реанімації та детоксикації. Провідний анестезіолог ВМКЦ Південного регіону (Одеський військовий госпіталь), асистент кафедри анестезіології інтенсивної терапії з післядипломної практики ОНМедУ.
Кандидат медичних наук (2015), анестезіологія та інтенсивна терапія, робота «Діагностика та корекція тромбогеморагічного синдрому в комплексі інтенсивної терапії у хворих на механічну жовтяницю, обумовлену пухлинами панкреатодуоденальної зони»; є автором наукових праць.
Цілодобово рятував поранених на фронті бійців, як у одеському ВМКЦ, так і в польових госпіталюх.
Помер вранці 7 листопада 2018 року — на робочому місці під час проведення чергової операції не витримало серце — йому раптово стало погано; він присів і похилився. Протягом трьох годин його намагалися повернути до життя, але безрезультатно.
Похований 10 листопада 2018 на Західному кладовищі Одеси.
Без батька залишився син.

## Нагороди та вшанування
- указом Президента України № 26/2019 від 31 січня 2019 року «за особисту мужність і самовіддані дії, виявлені у захисті державного суверенітету та територіальної цілісності України, зразкового виконання військового обов'язку» — нагороджений орденом Данила Галицького (посмертно)[4]
- Почесна відзнака Одеського міського голови («Подяка») за порятунок постраждалих в Одесі 2 травня 2014
- багатьма військовими відзнаками.